# Jos Geysels

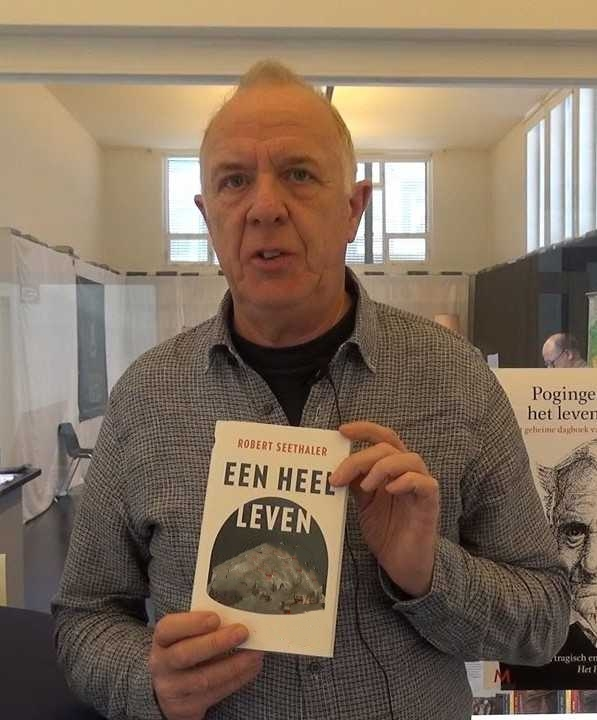
Jos Geysels, 2016

Josephus „Jos“ Elisabeth A. M. Geysels (* 20. September 1952 in Turnhout, Provinz Antwerpen, Belgien) ist ein ehemaliger belgischer Politiker der AGALEV und seit 2007 Vorsitzender von 11.11.11, einer Nichtregierungsorganisation für Entwicklungszusammenarbeit.

## Biografie
Bereits als Schüler nahm er an den Protesten der 68er-Bewegung teil und studierte nach dem Schulbesuch Soziologie an der Universität Antwerpen. Nach Beendigung des Studiums war er zwischen 1975 und 1985 Koordinator an einer Volkshochschule.
Seine politische Laufbahn begann er als Kandidat der AGALEV 1987 mit erstmaligen Wahl zum Mitglied der Abgeordnetenkammer. 1991 gehörte er zu den Mitbegründern des sogenannten „Cordon sanitaire“ gegen die rechtsextreme flämische Partei Vlaams Blok.
Nachdem er 1995 aus der Abgeordnetenkammer ausgeschieden war, wurde er zum Mitglied des Flämischen Parlaments gewählt und war dort zugleich Fraktionsvorsitzender der AGALEV. Während der Krankheit von Wilfried Bervoets war er zugleich zwischen September und Dezember 1997 sowie nach dem Tode von Bervoets am 24. Juli 1998 kommissarischer Politischer Sekretär der AGALEV.
Als kommissarischer Politischer Sekretär suchte er Abstand zur grünen Bewegung Anders Gaan Leven des Jesuitenpaters und Mitgründers der AGALEV, Luc Versteylen. Bei den Wahlen zur Abgeordnetenkammer am 13. Juni 1999 errang die Partei einen Stimmengewinn und wurde anschließend Teil der Koalitionsregierung unter Premierminister Guy Verhofstadt. Trotz seiner Führungsposition in der Partei wurde jedoch nicht er in die erste Regierung Verhofstadts berufen, sondern Magda Aelvoet als Ministerin für Verbraucherschutz, öffentliche Gesundheit und Umwelt.
Nach seiner Wiederwahl zum Abgeordneten des Flämischen Parlaments am 6. Juli 1999 wurde er nach dem Planungskongress am 23. Oktober 1999 dann auch zum Politischen Sekretär der Partei gewählt, obwohl diese Ämterverbindung ausdrücklich der geltenden Satzung der AGALEV widersprach.
Für seine politischen Verdienste wurde ihm am 28. Januar 2002 der Ehrentitel eines Staatsministers verliehen und damit auch die Mitgliedschaft im Kronrat.
Nach der Niederlage der AGALEV bei den Parlamentswahlen am 18. Mai 2003 trat er am 20. Mai 2003 als Politischer Sekretär der Partei zurück. Nachdem die Partei am 15. November 2003 in Groen! umbenannt wurde, wurde Vera Dua deren erste Vorsitzende.
2005 wurde er von Premierminister Verhofstadt als Sonderbotschafter für Institutionsgründungen Berater von dessen zweiter Regierung. Als solcher wurde er auch Krisenregionen und Kriegsgebieten wie nach Ruanda entsandt, um belgische Hilfe zum Wiederaufbau von staatlichen Strukturen anzubieten. Auf eigenen Wunsch gab er diese Funktion am 1. Februar 2007 auf.
Seit dem 20. Juni 2007 ist er Vorsitzender der unabhängigen Entwicklungshilfeorganisation 11.11.11.